# Рохас, Роберто Антонио
Робе́рто Анто́нио Ро́хас Сааве́дра (исп. Roberto Antonio Rojas Saavedra; род. 8 августа 1957, Сантьяго) — чилийский футболист, один из лучших вратарей в истории чилийского футбола и один из лучших вратарей мира в 1980-е годы. После инцидента на стадионе «Маракана» в матче сборных Бразилии и Чили был пожизненно отстранён от футбола решением ФИФА. В 2001 году дисквалификация была снята.

## Биография
Рохас начал карьеру в скромном клубе «Атлетико Авиасьон»,  в 1982 году перешёл в лучший в истории чилийского футбола клуб «Коло-Коло». Вместе с ним он дважды стал чемпионом страны. После того как Рохас блестяще проявил себя на Кубке Америки 1987 года, где сборная Чили дошла до финала, за ним устроили охоту ведущие клубы мира, в числе которых были мадридский «Реал» и бразильский «Сан-Паулу». Именно в «Сан-Паулу» Рохас и принял решение уйти по окончании турнира.
В 1989 году в решающих матчах за путёвку на чемпионат мира 1990 года сошлись сборные Чили и Бразилии. Чилийцы действовали весьма жёстко, не скупясь на грубую игру. Итог первого матча в Сантьяго — 1:1. Ответный матч состоялся в Рио-де-Жанейро. Обстановка перед игрой была очень напряжённой. В первой части игры Рохас действовал великолепно. Примерно на 70-й минуте в спину вратарю попала петарда, пущенная с трибун болельщиков сборной Бразилии (её бросила 24-летняя Розенери Мелу ду Насименту). Рохас упал, его окружили партнёры по команде. Тренер Чили скомандовал покинуть поле своим футболистам. После матча выяснилось, что порезы на голове, из которых (как было видно по телетрансляции) шла кровь, были сделаны самим вратарём, который прятал скальпель у себя в перчатке.
За инсценировку опасной травмы ФИФА присудила Бразилии техническую победу в матче 2:0, пожизненно отстранила Рохаса от футбола, а сборную Чили отстранила от участия в чемпионате мира 1994 года. В 2001 году, после принесённых Рохасом извинений, ФИФА сняла с него дисквалификацию.
В 1993 году Рохас (с тем же весом, что и 4 года назад) вернулся в спорт — в пляжный футбол, который на тот момент ещё не подчинялся ФИФА. Рохас стал вратарём сборной Чили. За время, проведённое в этом виде спорта, Рохас выиграл серебряную медаль на Латинском Кубке в 1994, две бронзовые медали на неофициальных Кубках Америки, участвовал в отборочных играх к чемпионату мира по пляжному футболу 1995. В 1996 году Рохас окончательно завершил игровую карьеру.
В 2003 году Роберто Рохас возглавлял в качестве главного тренера «Сан-Паулу», в 2007 году — парагвайский «Гуарани». В настоящее время он работает тренером вратарей в бразильском «Спорт Ресифи».

## Титулы и достижения
- Чемпион Чили (2): 1983, 1986
- Кубок Чили (1): 1986
- Лига Паулиста (2): 1987, 1989
- Вице-чемпион Кубка Америки (1): 1987
- Участник Кубка Америки (3): 1983, 1989